# Boca da Mata
Boca da Mata é um município brasileiro do estado de Alagoas. Sua população, conforme estimativas do IBGE de 2021, era de 27 429 habitantes.

## História
O nome do município é uma referência às primeiras residências construídas na entrada de uma grande mata, estendida rumo a Atalaia. As terras ofereciam condições para a implantação de sítios e fazendas, que desenvolviam as lavouras e a criação de gado. A maior parte das terras pertencia ao Engenho Santa Rita, de propriedade de Antonio Pinto da Cunha Coutinho. E a primeira capela foi obra de Pedro Simões, antigo proprietário do engenho Mucambo.
Com o rápido desenvolvimento do povoado, surgiu o movimento pela emancipação. Uma lei elevou a vila à condição de município autônomo, mas a lei não foi cumprida e Boca da Mata permaneceu integrada a São Miguel dos Campos. Registrado na divisão administrativa em vigor no ano de 1955, quando possuía 463 habitantes e 160 domicílios. A emancipação aconteceu em 1958.

## Geografia
Boca da Mata revela belezas naturais exuberantes como a Serra de Santa Rita, bicas e balneários como o Balneário Águas de São Bento, a Bica do Arlindo, além das Bicas Baixa Grande e Quebra Carro, ambas em APA (Área de Proteção Ambiental).
Com o fechamento da Usina Triunfo em 2015, mais de 5 mil pessoas deixaram a cidade. Boa parte migrou para a Região Sudeste a fim de se restabelecer.

## Cultura
O ponto de encontro da cidade é a Praça Padre Cícero. A animação do povo do município pode ser vista em suas principais festividades: Festa da Padroeira Santa Rita de Cássia, no dia 22 de maio; Emancipação Política, no dia 11 de novembro; e Festa do Padre Cícero Romão, comemorada no dia 20 de julho.
A cidade é também conhecida por conta do seu artesanato em madeira, legado do Mestre Manoel da Marinheira e hoje com vários seguidores, entre filhos e discípulos.

## Esportes
O Sport Club Santa Rita é o time local, que disputa o Campeonato Alagoano e eventualmente a Copa do Brasil.
O Santa Rita manda seus jogos no Estádio Olival Elias de Moraes, que tem capacidade para 2.500 espectadores.